# Рабочий посёлок Вахтан
Рабочий посёлок Вахтан — административно-территориальная единица в составе городского округа города Шахуньи Нижегородской области России. До 2011 года составлял городское поселение в рамках Шахунского района.
Административный центр — пгт Вахтан.

## Населенные пункты
| № | Населённый пункт | Тип населённого пункта      | Население |
| - | ---------------- | --------------------------- | --------- |
| 1 | Вахтан           | пгт, административный центр | ↘3778     |